# Lagynogaster boettecheri
Lagynogaster boettecheri är en tvåvingeart som beskrevs av Frey 1937. Lagynogaster boettecheri ingår i släktet Lagynogaster och familjen rovflugor. Inga underarter finns listade i Catalogue of Life.